# 戴倫·連恩·布斯曼
戴倫·連恩·布斯曼（英語：Darren Lynn Bousman，/ˈbaʊzmən/，1979年1月11日—）是一名美國男導演、製片人、編劇和剪輯師。

## 作品列表

### 電影
- 《Butterfly Dreams》（2000，短片）-導演、編劇
- 《Identity Lost》（2001）-導演、編劇
- 《恐懼鬥室2》（2005）-導演、編劇
- 《恐懼鬥室3》（2006）-導演
- 《恐懼鬥室4》（2007）-導演
- 《莎拉布萊曼之生化歌劇（英语：Repo! The Genetic Opera）》（2008）-導演、執行製片人
- 《母親劫（英语：Mother's Day (2010 film)）》（2010）-導演
- 《2011年11月11日》（2011）-導演、編劇
- 《魔鬼狂歡節（英语：The Devil's Carnival）》（2012）-導演、監製
- 《澤西惡魔（英语：The Barrens (film)）》（2012）-導演、監製、編劇
- 《魔鬼嘉年華（英语：Alleluia! The Devil's Carnival）》（2015）-導演
- 《萬聖夜怪譚》（2015；章節：「The Night Billy Raised Hell」）-導演
- 《特厲鬼屋》（2016）-導演
- 《攝魂修女院》（St. Agatha，2018）-導演[2][3]
- 《SockMonster》（2017，短片）-監製
- 《Slay Belles》（2018）-執行製片人
- 《Good Girl》（2018，短片）-監製
- 《本人之死（英语：Death of Me (film)）》（2020）-導演
- 《死亡漩渦：奪魂鋸新遊戲》（2021）-導演[4]

### 電視
- 《恐懼新世紀（英语：Fear Itself (TV series)）》（2008）-導演
- 《CROW'S BLOOD》（2016）-執行製片人

## 外部連結
- 官方网站
- 戴倫·連恩·布斯曼在互联网电影资料库（IMDb）上的資料（英文）